# Національний університет Ірландії (Корк)
Університетський коледж Корка — Національний університет Ірландії, Корк (UCC) (англ. University College Cork (UCC); ірл. Coláiste na hOllscoile Corcaigh) — університет у місті Корк, що є частиною Національного університету Ірландії. Університет входить до асоціації університетів Європи Утрехтська мережа. 
Університет був заснований у 1845 році як один із трьох Коледжів королеви, розташованих у містах Белфаст, Корк та Голвей. За законом «Irish Universities Act» 1908 року коледж став частиною Національного університету Ірландії й був перейменований в University College, Cork. Відповідно закону «The Universities Act» 1997 року університет був перейменований в National University of Ireland, Cork. За міністерським наказом 1998 року університет був перейменований в University College Cork — National University of Ireland, Cork, хоча він продовжує бути майже повсюдно відомим як University College Cork.
Серед інших рейтингів і нагород, університет був названий Ірландським університетом року The Sunday Times п'ять разів, востаннє у 2017 році. У 2015 році Університетський коледж Корка також був названий найкращим університетом за системою U-Multirank, що фінансується Європейською Комісією, на основі отримання найбільшої кількості балів «А» (21 з 28 показників) серед 1200 університетів, що беруть участь у дослідженні. Університетський коледж Корка також став першим університетом, який досяг стандарту ISO 50001 з енергоменеджменту в 2011 році.

## Історія

«Довга зала» та годинникова вежа Університетського коледжу Корка

Королівський коледж Корку було засновано згідно з положеннями закону, який дозволяв Королеві Вікторії надавати нові коледжі для «Покращення навчання в Ірландії». Згідно з цим актом, три коледжі Белфаст, Корк і Голвей були зареєстровані 30 грудня 1845 року. Коледж відкрився в 1849 році з 23 професорами та 181 учень. Медицина, мистецтво та право були трьома засновницькими факультетами. Через рік коледж став частиною Королівського університету Ірландії.
Оригінальне місце, обране для коледжу, було визнано відповідним, оскільки вважалося, що воно мало зв’язок із святим покровителем Корка, Сент-Фінбарром. Його монастир і навчальна школа були неподалік від Гілл-Аббі-Рок, і вважається, що млин, прибудований до монастиря, стояв на березі південного каналу річки Лі, яка протікає через нижній майданчик коледжу. Ця асоціація також відображена в девізі коледжу «Where Finbarr Taught Let Munster Learn», який також є девізом університету.
Місце, розташоване поруч із Гіллаббі та з видом на долину річки Лі, було обрано в 1846 році. Тюдорівська готика та кампусні будівлі були спроектовані та побудовані сером Томасом Діном та Бенджаміном Вудвордом. Королівський коледж Корка офіційно відкрив свої двері в листопаді 1849 року, а пізніше були додані інші будівлі, включно з медичною будівлею/будівлею Віндла в 1860-х роках.

### Національний університет Ірландії
У наступному столітті закон «Irish Universities Act» 1908 року сформував Національний університет Ірландії, що складається з трьох складових коледжів Дубліна, Корка та Голвея, і коледж отримав статус університетського коледжу як University College, Cork. Закон «Universities Act» 1997 року зробив університетський коледж складовим університетом Національного університету та зробив установчий університет повноправним університетом для всіх цілей, за винятком присудження ступенів і дипломів, що залишається виключною компетенцією Національного університету.

## Відомі випускники
Відомі випускники університету включають випускників з різних дисциплін.
У мистецтві та літературі серед випускників є романіст Шон О'Фаолан, автор оповідань Деніел Коркері, композитори Алоїз Флейшман, Шон О'Ріада, музикознавець Іта Босанг, музикант Джулі Фіні, вчений і критик Роберт Ентоні Велч, актори Фіона Шоу і Шіобхан МакСвіні, прозаїк і поет Вільям Волл, поети Пол Дуркан, Джон Мі, Ліам О'Мюртіл, Нуала Ні Дхомхнайл, Тревор Джойс, Томас Маккарті, Тео Дорган, і Грег Деланті, співак SEARLS, комік Дес Бішоп та журналісти Брендан О'Коннор, Іан Бейлі, Саманта Беррі, Штефані Прейснер та Йоган Гарріс. Актор Кілліан Мерфі і ведучий BBC Грем Нортон відвідували UCC, але не закінчили його.
Серед випускників бізнес-спільноти — Деніс Броснан з Kerry Group, колишній генеральний директор Kingfisher plc Джеррі Мерфі, колишні керівники CRH plc Ентоні Беррі та Майлз Лі.
Серед випускників медицини — сер Едвін Джон Батлер, Чарльз Донован, сер Бертрам Віндл, Доктор. Пол Уелтон і доктор Піксі МакКенна, лікар і телеведучий.
Серед випускників фізики — професор Маргарет Марнейн Університету Колорадо, професор Патрік Г. О'Ші Університету Меріленда і професор Дж. C. Шеймус Девіс з Корнелльського університету.
Серед випускників математики є ірландські математики Шон Дінін, експерт із комплексного аналізу, і Дес Макхейл, провідний дослідник Джорджа Буля.
Політики та державні службовці, які відвідували UCC, включають теперішнього тишеха Міхаеля Мартіна, колишнього тишеха Джека Лінча, суддя Верховного суду Ліам Маккечні, сенатор Енні Хоуі і суддя Високого суду Браян МакМахон. Андре Вентура, засновник португальської політичної партії Chega, навчався в UCC як аспірант.
Серед випускників релігійних громад є єпископ Церкви Ірландії Корк, Клойн і Росс, доктор Пол Колтон, перший випускник, який став єпископом Церкви Ірландії. Деякі члени Товариства закордонних місій Святого Патріка (отці Кілтегани) отримали цивільні ступені, у тому числі Дерек Джон Крістофер Бірн, католицький єпископ у Бразилія, Моріс Ентоні Кроулі SPS у Кенії, Джон Альфонсус Раян єпископ у Малаві та Джон Мегі, який служив єпископом Клойна. Єпископ Керрі, Реймонд Браун, має науковий ступінь UCC.
Серед випускників спорту — тренер з регбі Деклан Кідні, Сеймус Мойніган, Моріс Фіцджеральд і Біллі Морган, Пет Хеффернан, Джо Дін, Джеймс Фіцпатрік і Рей Каммінс, регбісти Едвін Едогбо, Мосс Кін, Ронан О'Гара і Доннача Райан, а також олімпієць Ліззі Лі.

## Відомі вчені

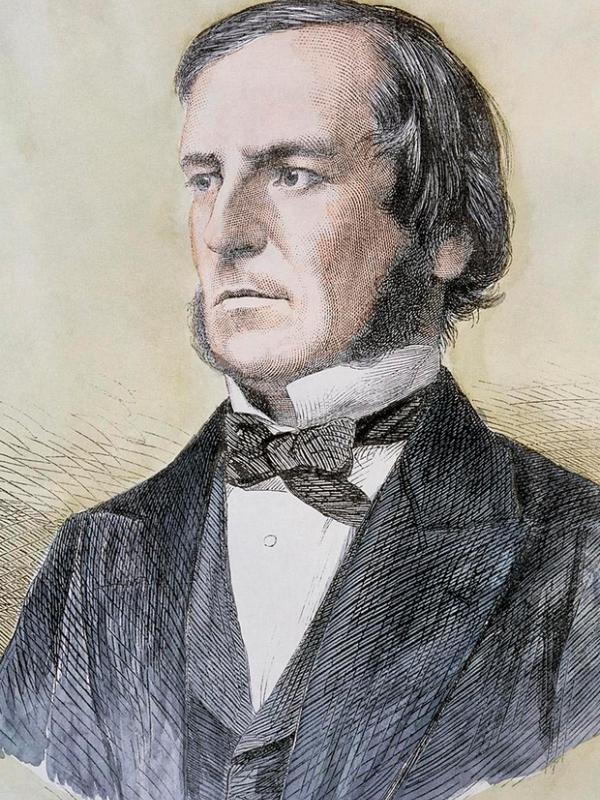
Джордж Буль, математик і філософ

- Джордж Буль був першим професором математики в UCC. Він розробив булеву алгебру, яка згодом зробила можливим комп’ютерне програмування[42].
- Алойс Флейшман — композитор і музикознавець, був професором музики 1934–1980
- Майкл Граймс — перший професор мікробіології UCC
- Мейр Герберт — історик ранньосередньовічної Ірландії
- Кетлін О'Флаерті — професор французької літератури та нагороджений урядом Франції кавалером Ордену національних заслуг
- Мері Райан — перша жінка в Ірландії та Великій Британії, яка стала професором університету, була професором романських мов в UCC
- Іоан О'Райлі — дослідник оптоелектроніки та лазерних структур з напруженим шаром[43][44]
- Дж. C. Сімус Девіс — професор квантової фізики. Нагороджений Премією Баклі (2023) за інноваційну візуалізацію складних квантових станів матерії[45]

### Список президентів
- 1845–1873: сер Роберт Кейн; перший президент
- 1873–1890: Вільям Кірбі Салліван[46]
- 1890–1896: Джеймс В. Слеттері
- 1897–1904: сер Роуленд Бленнерхассетт
- 1904–1919: Бертрам Віндл[47]
- 1919–1943: Патрік Дж. Мерріман
- 1943–1954: Альфред О’Рахіллі[48]
- 1954–1963: Генрі Сент-Джон Аткінс
- 1964–1967: Джон Дж. МакГенрі
- 1967–1978: Донал Маккарті
- 1978–1988: Тадхг О'Чіардха
- 1989–1999: Майкл Мортелл[49][50]
- 1999–2007: Герард Вріксон[51]
- 2007–2017: Майкл Мерфі
- 2017–2020: Патрік Г. О'Ші
- 2021 до теперішнього часу: Джон О'Геллоран